# ブリヂストン・オルディナ
ブリヂストン・オルディナ (BRIDGESTONE ordina) はブリヂストンサイクルのスポーツサイクルである。

## 概要
キャッチコピーは、「bicycle is language, ordina is message.」で、ブリヂストンサイクルが、主に街乗りを想定したスポーツサイクルとして展開しているブランド。
大きく分けて「Sシリーズ」「Aシリーズ」「Eシリーズ」「Mシリーズ」の4種類がラインアップされている。

## 車名の由来
英語で「日常の・普通」を意味する「ordinary」からの造語。
「スポーツバイシクルがより多くの人々の日常にとけ込むことを期待し、日常の移動をスポーティにしてくれるバイク」として名付けられた。